# Veikkausliiga de 2014
A Veikkausliiga de 2014 foi a octogésima quarta edição da principal divisão do futebol finlandês. A disputa apresentou um regulamento semelhante dos anos anteriores, sendo composta por três turnos de pontos corridos.
O título desta edição ficou com o Helsingin JK, obtido com uma vantagem de dez ponto em relação ao segundo colocado, o Seinäjoen JK. Este foi o vigésimo sétimo título do clube na história da competição e o sexto conquistado de forma consecutiva. A conquista também rendeu uma vaga na Liga dos Campeões. O pódio, por sua vez, foi completado por Lahti. O segundo e o terceiro colocados conquistaram as vagas para a Liga Europa do ano seguinte. A última vaga para esta competição internacional ficaria para o detentor do título da Copa da Finlândia, conquistada pelo Helsingin JK. O bicampeonato do clube classificou o quarto colocado, o VPS.
Originalmente, somente o último colocado seria rebaixado para a Ykkönen de 2015, amargada pelo TPS. No entanto, o licenciamento de Honka e MyPA foram revogados e ambos despromovidos do primeiro escalão.

## Classificação
| Pos. | Equipes               | P  | J  | V  | E  | D  | GP | GC | SG  | Classificação ou rebaixamento                                                                  |
| ---- | --------------------- | -- | -- | -- | -- | -- | -- | -- | --- | ---------------------------------------------------------------------------------------------- |
| 1    | HJK                   | 69 | 33 | 20 | 9  | 4  | 62 | 25 | +37 | Campeão e classificado para a Liga dos Campeões de 2015–16.                                    |
| 2    | Seinäjoen JK          | 59 | 33 | 16 | 11 | 6  | 40 | 26 | +14 | Classificado para a Liga Europa da UEFA de 2015–16.                                            |
| 3    | Lahti                 | 58 | 33 | 15 | 13 | 5  | 45 | 23 | +22 | Classificado para a Liga Europa da UEFA de 2015–16.                                            |
| 4    | VPS                   | 48 | 33 | 13 | 9  | 11 | 39 | 34 | +5  | Classificado para a Liga Europa da UEFA de 2015–16.                                            |
| 5    | IFK Mariehamn         | 48 | 33 | 14 | 6  | 13 | 49 | 55 | −6  |                                                                                                |
| 6    | FF Jaro               | 44 | 33 | 12 | 8  | 13 | 47 | 47 | 0   |                                                                                                |
| 7    | KuPS                  | 44 | 33 | 11 | 11 | 11 | 44 | 44 | 0   |                                                                                                |
| 8    | Myllykosken Pallo -47 | 39 | 33 | 10 | 9  | 14 | 41 | 54 | −13 | Rebaixado para a Ykkönen de 2015 após ter sido reprovado no processo de licenciamento da liga. |
| 9    | RoPS                  | 38 | 33 | 11 | 5  | 17 | 37 | 41 | −4  |                                                                                                |
| 10   | Inter Turku           | 36 | 33 | 8  | 12 | 13 | 42 | 47 | −5  |                                                                                                |
| 11   | Honka                 | 31 | 33 | 8  | 12 | 13 | 42 | 47 | −5  | Rebaixado para a Ykkönen de 2015 por não solicitar a licença da liga.                          |
| 12   | TPS                   | 24 | 33 | 6  | 6  | 21 | 29 | 60 | −31 | Rebaixado para a Ykkönen de 2015.                                                              |

- Fonte: Veikkausliiga.com

## Premiações
A cerimônia de premiação foi realizada em 30 de outubro.
- Jogador do ano: Robin Lod (Helsingin JK).[7]
- Estreante do ano: Johannes Laaksonen (Seinäjoen JK).[7]
- Por posições:[7]
  - Goleiro: Henrik Moisander.
  - Defensor: Cédric Gogoua.
  - Meio-campo: Robin Lod.
  - Atacante: Demba Savage.
  - Treinador: Mika Lehkosuo.

### Jogadores por mês
| Mês      | Jogador              | Equipe        | Ref.   |
| -------- | -------------------- | ------------- | ------ |
| Abril    | Hendrik Helmke       | FF FF Jaro    | [ 8 ]  |
| Maio     | Rasmus Schüller      | HJK           | [ 9 ]  |
| Junho    | Admir Ćatović        | KuPS          | [ 10 ] |
| Julho    | Henrik Moisander     | FC Lahti      | [ 11 ] |
| Agosto   | Petteri Forsell      | IFK Mariehamn | [ 12 ] |
| Setembro | Erfan Zeneli         | HJK           | [ 13 ] |
| Outubro  | Sebastian Strandvall | VPS           | [ 14 ] |